# Eftimie Murgu, Caraș-Severin
Eftimie Murgu là một xã thuộc hạt Caraș-Severin, România. Dân số thời điểm năm 2002 là 1824 người.